# Operació Garibaldi
L'Operació Garibaldi va ser una acció secreta del servei d'intel·ligència israeliana, Mossad, duta a terme a Buenos Aires (Argentina) el maig de 1960. Va consistir en la ubicació, segrest i posterior trasllat a Israel del fugitiu jerarca nazi Adolf Eichmann.

## Origen de l'Operació
L''Operació Garibaldi va començar el 1952 quan Simon Wiesenthal, reconegut caçador de nazis, va reparar en una frase d'una carta enviada des de l'Argentina, i que havia estat rebuda per un amic seu. Deia: «He vist aquest porc miserable, Eichmann, viu als voltants de Buenos Aires i treballa a la central de proveïment d'aigües».
Una altra dada important va arribar de part d'un pensionista alemany resident a l'Argentina que havia sentit el nom del nazi durant els Judicis de Nuremberg. La seva filla havia conegut Nicolas Eichmann —el fill del nazi— per casualitat i el cognom li va semblar molt curiós. Després, el senyor va alertar Fritz Bauer, que al seu torn va comunicar la dada a Wiesenthal i al govern israelià.
A partir de llavors, durant vuit anys Wiesenthal va cercar convèncer diferents organismes que calia cercar Adolf Eichmann a l'Argentina, on l'arquitecte de la «solució final» —dissenyador de la política d'extermini de milions de jueus durant l'era nazi— efectivament vivia de 1950 ençà, quan va aconseguir ingressar al país amb documents falsos.
Israel de seguida va enviar un agent a l'Argentina per ratificar la informació, però l'espia va tornar a Tel-Aviv pensant-se que no era l'home que cercaven. Tanmateix, una segona missió duta a terme el 1959 per l'espia Zvi Aharoni, va aconseguir finalment d'identificar l'objectiu. Amb aquesta dada confirmada, el primer ministre israelià David Ben-Gurion va ordenar al cap del Mossad, Isser Harel, que preparés el segrest d'Eichmann a l'Argentina.

## Posada en marxa
L'operació va ser posada en marxa l'1 de maig de 1960, quan un grup d'espionatge israelià pertanyent al Mossad va ingressar a Buenos Aires, dirigits per Rafael Eitan i sota la coordinació de Peter Malkin.
Aquest equip va vigilar durant gairebé dues setmanes Eichmann, que s'amagava a Buenos Aires sota el nom de Ricardo Klement. Com que no podien demanar la seva extradició oficial, perquè segurament això hauria fet que Eichmann s'escapés, el grup va seguir durant uns quants dies el fugitiu nazi, i va poder determinar que vivia al districte de San Fernando, a un humil habitatge del carrer Garibaldi. D'allà el nom amb què va ser batejada l'operació.
Els agents secrets israelians espiaven Eichman des d'un auto llogat aparcat a prop del seu domicili, que canviaven constantment per no aixecar sospites. Després d'uns dies, ja coneixien tots els seus moviments i sabien la seva rutina a la perfecció. Eichmann treballava com a electricista per a una fàbrica de l'empresa Mercedes Benz, de la qual tornava indefectiblement a la mateixa hora. Prenia l'autobús 203, baixava a la ruta 202 i caminava dues illes de cases. Però dins del comando no hi havia acord sobre com desenvolupar la logística del segrest, cosa que va despertar discussions agitades internes. Finalment es va acordar que Malkin reduís Eichmann a metres de casa seva, mentre dos vehicles l'esperaven de ben a prop.
L'11 de maig de 1960, al voltant de les vuit de la arde hores, quan Eichmann va baixar de l'autobús com cada dia, els homes del Mossad van veure que portava la mà a la butxaca. Van témer una arma. Immediatament Malkin es va abalançar sobre ell per reduir-lo, ajudat per uns altres tres agents que li van caure a sobre i el van posar en un dels vehicles. Després el van portar a un refugi on va ser interrogat durant nou dies.
Durant el captiveri, només una persona del comando tenia autorització per parlar amb Eichmann, un interrogador anomenat Hans. Tanmateix, Peter Malkin, trencant el protocol, va dur a terme llargues xerrades amb el cap nazi.

## Trasllat, Judici i Mort
La part final de l'operació implicava treure clandestinamen Eichmann cap a Israel. Casualment en aquells dies se celebrava a Buenos Aires el 150è aniversari de la Revolució de Maig i als festeigs havien estat convidades delegacions de tot el món. Entre elles n'hi havia una d'israeliana, que havia arribat en un avió de la companyia El-Al, que per primera vegada aterrava a l'aeroport argentí d'Ezeiza. La intel·ligència israeliana va decidir llavors treure Eichmann en aquest vol.
Eichmann no volia anar a Jerusalem. Preguntava per què no a Frankfurt, o a Múnic, però finalment va acabar firmant una declaració que sortia voluntàriament de l'Argentina. Qui el va convèncer va ser Malkin, subornant-lo amb vasos de vi caixer i cigarrets.
Peter Malkin, que era a més un expert en les arts del maquillatge, va disfressar Eichmann amb l'uniforme de la companyia aèria. Després li van injectar un tranquil·litzant per simular que anava begut. Un falsificador va preparar un passaport i el trasllat final es va fer sense majors problemes el 20 de maig de 1960. L'endemà, el primer ministre israelià David Ben-Gurion anunciava al món que el jerarca nazi havia estat detingut i es trobava ja a Israel.
Després d'un llarg procés, que va causar gran impacte i controvèrsies a Jerusalem, Eichmann va ser executat a la forca el 31 de maig de 1962, acusat de crims contra el poble jueu.

## Negació d'Israel
Aquesta operació clandestina va generar un gran debat a l'Argentina i una enèrgica protesta del govern d'Arturo Frondizi en contra d'Israel, que va arribar a posar seriosament en risc les relacions diplomàtiques entre ambdós països. El segrest va ser interpretat com una violació flagrant de la sobirania argentina, i aquest va ser el motiu pel qual Israel, des d'un començament, va negar tota responsabilitat en el fet. L'explicació oficial del règim israelià era que el segrest havia estat dut a terme per «voluntaris jueus, alguns d'ells israelians». Només l'any 2005 Israel va reconèixer oficialment que l'operació va ser duta a terme per iniciativa del Règim i per agents dels seus Serveis Secrets.
Fins avui, el segrest i el misteri entorn de l'operació han donat lloc a nombrosos llibres, pel·lícules i reportatges de televisió, com per exemple la pel·lícula de l'any 2015 Der Staat gegen Fritz Bauer (L'Estat contra Fritz Bauer).

## Participants
- Iser Har'el: Cap del Mossad i responsable màxim de l'operatiu.
- Rafael Eitan: Líder de la unitat operativa. Viatjava en un dels cotxes que es van usar per capturar Eichmann.
- Peter Malkin: Viatjava al primer vehicle. Va ser el primer que va immobilitzar Eichman.
- Amos Manor: Director del Xin Bet. Va ser un dels que va suggerir la recerca d'Eichmann. Va planificar l'operatiu.
- Abraham Shalom: Captor. Anava al segon vehicle.
- Yaacob Crus: Sotsdirector del Mossad. El primer que va informar el govern de la captura.
- Zvi Aharoni: Captor. Va descobrir on vivia Eichmann a Buenos Aires.
- Emanuel Talmor: Va venir a l'avió d'El Al que es va emportar Eichman. Va ser un dels que el va transportar drogat.
- Yaacob Meidad: L'home a càrrec de la logística per a la captura. Va llogar cases i va aconseguir autos. En els 9 dies que Eichmann va estar captiu va proveir aliments i medicaments al grup.
- Yudith Nasiahu: Integrant del Mossad. Va viure a la casa en la qual va estar captiu Eichman simulant matrimoni amb un altre captor.
- Abraham Kaler: Va ajudar a localitzar Eichmann a l'Argentina.
- Simon Wiesenthal: Caçador de nazis. Va donar els indicis per capturar Eichmann.
- Tuvia Friedman: El mateix que Wiesenthal.